# Drunk or Dead
Drunk or Dead — компьютерная игра для виртуальной реальности в жанре шутера от первого лица. Разработчик и издатель игры — студия 4 I Lab.

## Игровой процесс
Игроку необходимо поддерживать уровень алкоголя в крови, достаточный для того, чтобы оставаться невосприимчивым к вирусу, но при этом не умереть от алкогольного отравления. Укусы зомби отрезвляют игрока. Близкий к трезвости игрок видит мир четко, но восприимчив к атакам зомби; по мере опьянения его взор мутнеет и он начинает испытывать разного рода галлюцинации.

## Сюжет
Действие игры происходит во время зомби-апокалипсиса, вызванного вирусом, который превращает все заражённые существа в зомби. У вируса есть только одна слабость — он неустойчив к алкоголю и заражает только те организмы, в крови которых алкоголь не содержится.
Протагонист в разгар вируса оказался в салуне в компании девушки-бармена. В помещении находится большое количество алкоголя разных сортов и оружия.

## Разработка
Игра была создана студией 4 I Lab за 36 часов во время рождественского непрерывного хакатона. Игра была выпущена в Steam 10 января 2017 года. Первоначально игра поддерживала только шлем HTC Vive но 5 апреля 2017 года была добавлена поддержка Oculus Rift с контроллерами Oculus Touch.

## Отзывы и критика
Игра получила положительные оценки от Rock, Paper, Shotgun, UploadVR и pocketgamer.co.uk.